# 卡什夫卡
51°10′3″N 25°19′8″E / 51.16750°N 25.31889°E
卡什夫卡（烏克蘭語：Кашівка），是烏克蘭的村落，位於該國西部沃倫州，由科韋利區負責管轄，始建於1631年，面積2平方公里，海拔高度166米，2001年人口458，人口密度每平方公里228.66人。